# Timorska Unia Demokratyczna
Timorska Unia Demokratyczna – konserwatywna partia w Timorze Wschodnim.

## Historia
Powstanie partii umożliwiła rewolucja goździków (1974) w Portugalii. Partia początkowo opowiadała się za utrzymaniem związków z Portugalią i stopniowym poszerzaniem autonomii Timoru aż do czasu uzyskania pełnej niepodległości. W styczniu 1975 roku zawiązała sojusz z lewicowym FRETILIN. Sojusz rozpadł się po oskarżeniach, że FRETILIN nie sprawuje kontroli nad jej najbardziej skrajnymi członkami. Unia Demokratyczna chcąc uzyskać w Timorze pełnię władzy przeprowadziła w sierpniu tego samego roku zamach stanu. Pucz zapoczątkował dwumiesięczną wojnę domową z FRETILIN-em. Wojna zakończyła się klęską Unii Demokratycznej a następnie aneksją kraju przez Indonezję.
Brat Mario Viegasa Carrascalão, który był jednym z czołowych przywódców TUD, João Carrascalão połączył ponownie TUD i FRETILIN na emigracji. Nowa organizacja miała nazwę Conselho Nacional de Resistência Maubere (CNRM lub Narodowa Rada Oporu Maubere) lub Conselho Nacional de Resistência Timorense (CNRT lub Narodowa Rada Oporu Timoru).
Zmiana rządu w Indonezji w 1998, z którą wiązała się zmiana polityki TUD mógł wznowić działalność w Timorze Wschodnim na rzecz niepodległości.
W wyborach parlamentarnych w 2001, które odbyły się 30 sierpnia partia zdobyła 2,4% głosów uzyskując 2 z 88 mandatów. Sześć lat później, podczas wyborach w 2007 TUD nie zdołała przekroczyć progu wyborczego wynoszącego 3% i odpadła z wynikiem 0,9%.